# Ulrich von Pommern

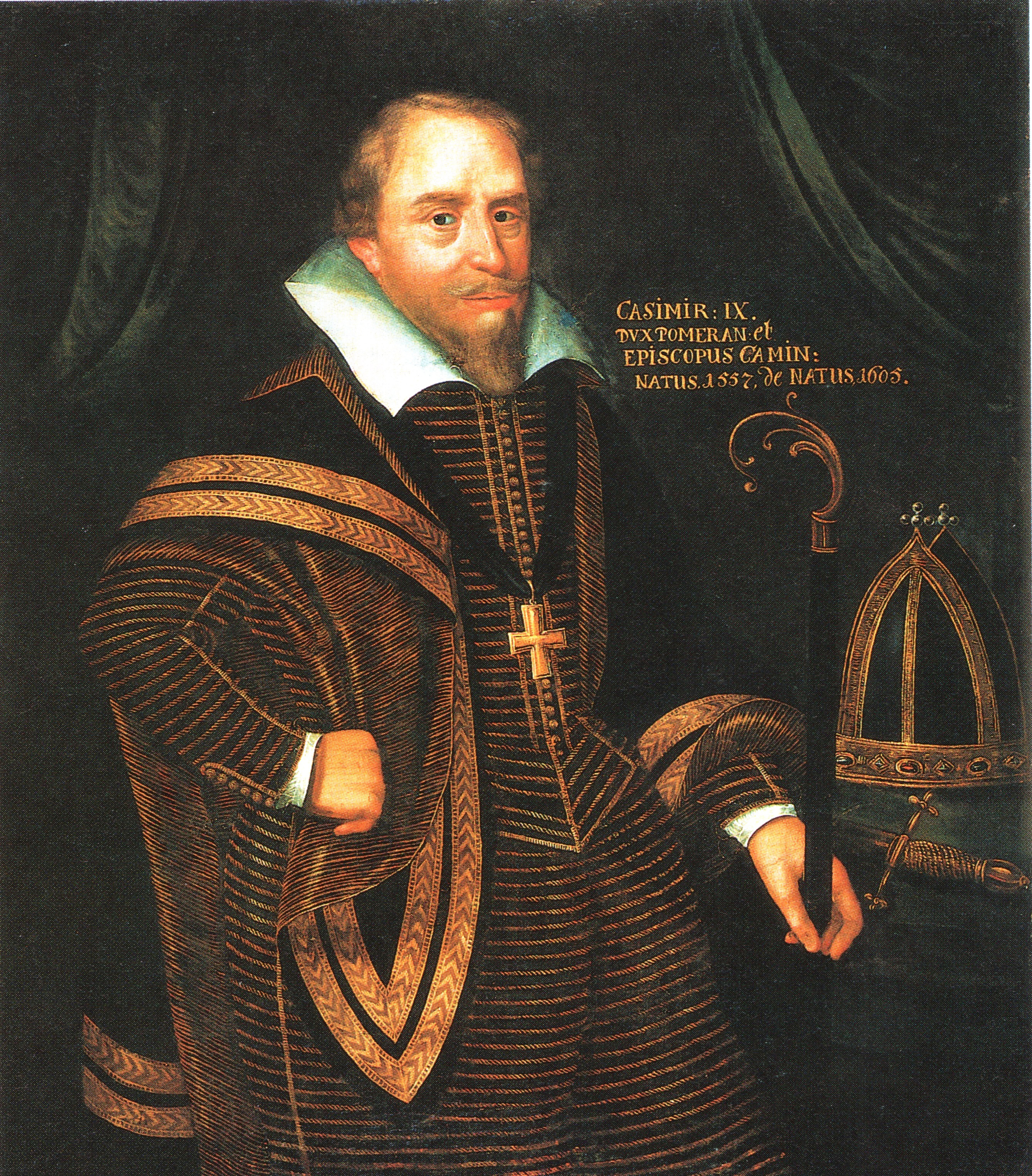
Ulrich von Pommern (fälschlich als Kasimir IX. bezeichnet)

Ulrich von Pommern (* 12. August 1589 in Barth; † 31. Oktober 1622 in Pribbernow) war evangelischer Bischof von Cammin und nicht-regierender Herzog von Pommern.

## Leben und Leistungen

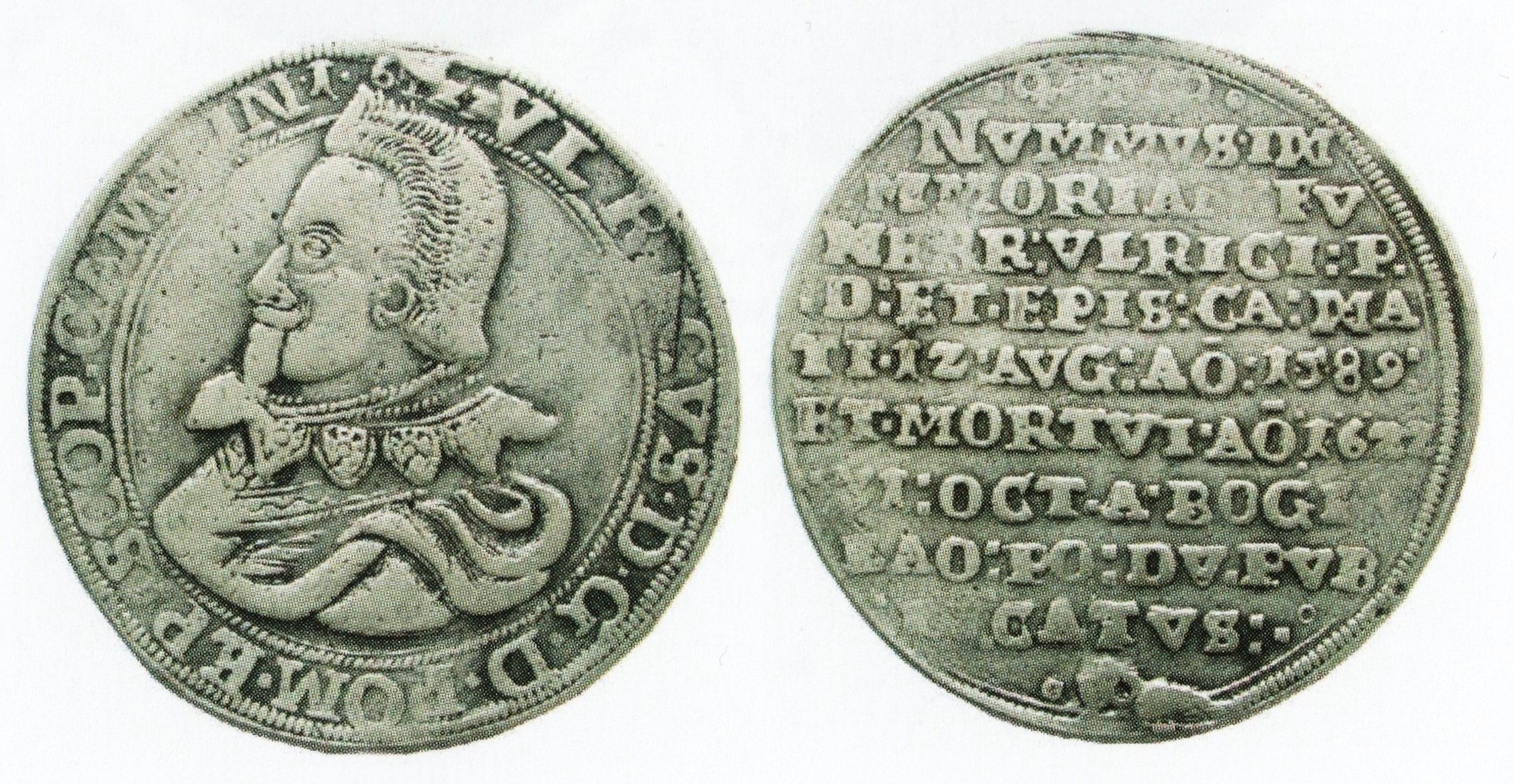
Reichstaler zum Tod von Herzog Ulrich von Pommern, 1622

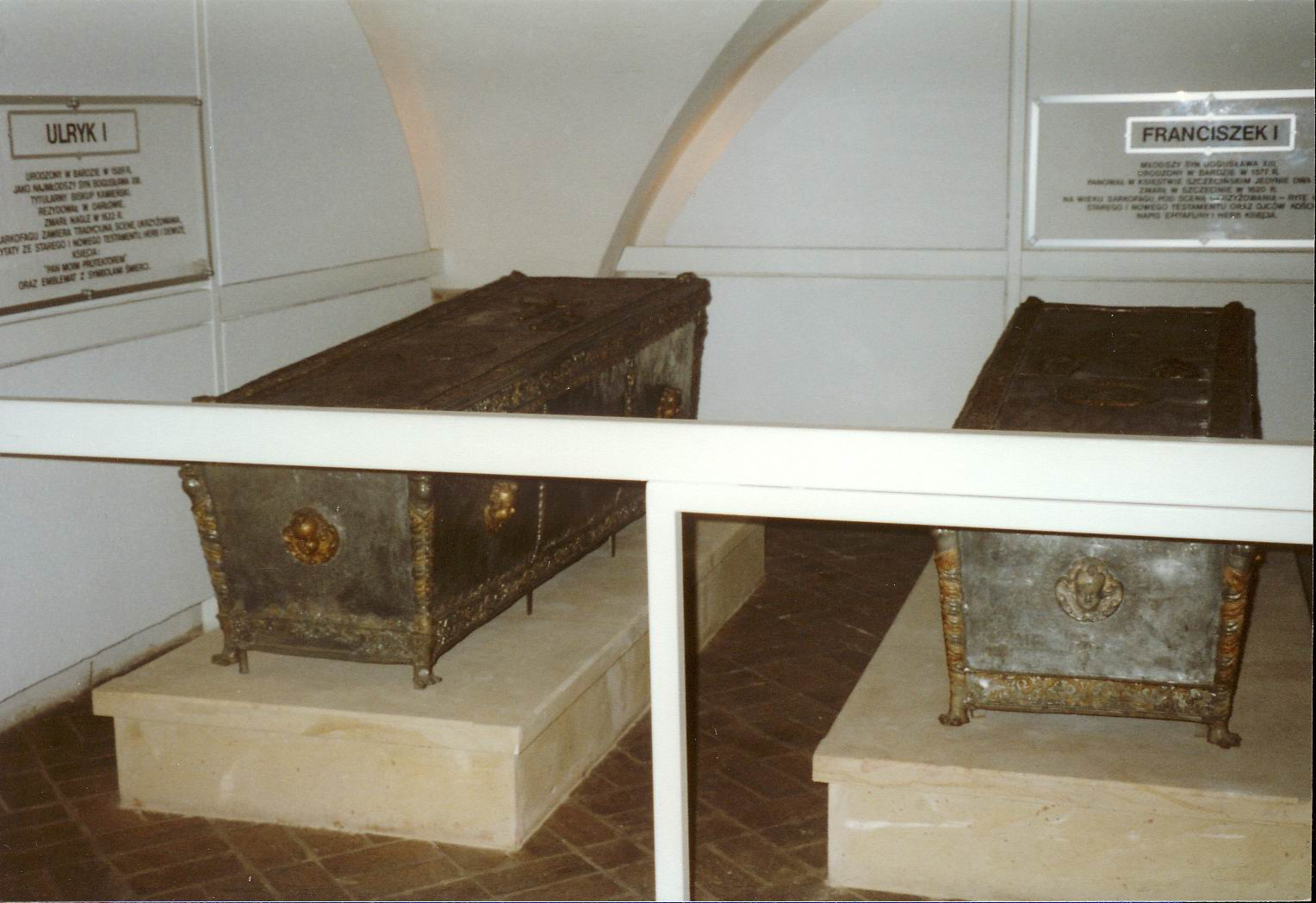
Särge der pommerschen Herzöge Franz und Ulrich

Ulrich war der jüngste Sohn des pommerschen Herzogs Bogislaw XIII. (1544–1606) aus dem Geschlecht der Greifen. Im April 1602 immatrikulierte er sich zum Studium an der Universität Rostock. Ulrich und seine Brüder einigten sich nach dem Tode ihres Vaters über die Teilung des Erbes. Nach der Vereinbarung vom 1. Oktober 1606 wurde der Älteste, Philipp II. (1573–1618), regierender Herzog von Pommern-Stettin. Franz (1577–1620) blieb evangelischer Bischof von Cammin. Bogislaw XIV. (1580–1637) und Georg II. (1582–1617) erhielten gemeinsam das Amt Rügenwalde. Ulrich als Jüngster schließlich erhielt lediglich eine jährliche Pension. Nach dem Tode Philipps II. im Jahre 1618 folgte Franz diesem in die Regierung des Herzogtums Pommern-Stettin und gab das Bistum Cammin ab.
So erhielt Ulrich im Jahre 1618 das Amt des evangelischen Bischofs von Cammin. Wie zuvor Franz, so residierte auch Ulrich in Köslin. Ulrich starb bereits am 31. Oktober 1622. Er wurde in der Schlosskirche zu Stettin bestattet.
Ulrich heiratete 1619 in Wolfenbüttel Hedwig von Braunschweig-Wolfenbüttel (1595–1650). Die Ehe blieb kinderlos. Die Herzogin Hedwig residierte nach Ulrichs Tod als Witwe in Neustettin. Dort stiftete sie 1640 ein Gymnasium, das später nach ihr benannte Fürstin-Hedwig-Gymnasium.
Der Historiker Martin Wehrmann (1861–1937) beschreibt Ulrich als einen „frischen, jungen Mann, der in liebenswürdiger Fröhlichkeit mit seiner Gemahlin in Köslin Hof gehalten hatte“.